# Alfa-Bank
ALFA-BANK JSC (Alfa-Bank, ryska: Альфа Банк), är den största privata banken i Ryssland. Den grundades 1990 av den ukrainsk-födde rysk-israeliske affärsmannen Mikhail Fridman, som än idag är ägare till bolaget. Banken har sitt huvudkontor i Moskva och är verksamt med över 26 000 anställda i sju länder. Alfa-Bank tillhandahåller finansiella tjänster till 22 miljoner aktiva företagskunder och över en miljon aktiva privatkunder enligt statistik från 2021.
Alfa-Bank har vid flera tillfällen utsetts till Rysslands bästa bank. I 2009 års upplaga av The Banker rankades Alfa-Bank på 270:e plats över de bästa bankerna i världen.
Banken är internationellt känd för sitt Alfa Fellowship-program som ger nya unga ledare från hela världen möjligheten att få yrkeserfarenhet inom olika områden.
Den 1 mars 2022 lämnade Mikhail Fridman och Pyotr Aven bankens styrelse efter att ha blivit föremål för EU-sanktioner som infördes som svar på den ryska invasionen av Ukraina 2022.